# Переклад «Володаря перснів»
Існують десятки перекладів роману Дж. Р. Р. Толкіна «Володар перснів» на різні мови. Толків був фахівцем із германської філології, саме тому він вивчав переклади своїх книг і за потреби писав коментарі та робив зауваження.  Автор був незадоволений першими перекладами своєї книги, а саме шведською версією Оке Ольмаркса, тому Толкін вирішив написати «Путівник по власних назвах у “Володарі перснів”» 1967 року (офіційне видання було опубліковане в «Компасі Толкіна» 1975 року, а повна версія путівника з’явилася в книзі «Володар перснів: довідник для читача» 2005 року.

## Складнощі перекладу
Толкін розробив складну систему ельфійських мов Середзем'я (синдарин, квенья), які складно перекласти на будь-яку іншу мову. Додаткову складність становить наявність власних назв у давньоанглійській та давньоскандинавській мовах. Наприклад, ім’я короля Рогану Теоден (англ. Théoden) є простою транслітерацією до давньоанглійського слова  «þēoden» (король). Також письменник використовував давньоскандинавську мову для імен гномів, наприклад, "Þorinn Eikinskjaldi" (Торін Дубощит). Толкін також зазначав, що деякі власні назви не слід перекладати дослівно, наприклад, «Мордор» (англ. «Dead Marshes»), але назви ельфійською мовою краще залишити без змін. 

## Ранні переклади
Перші переклади «Володаря перснів» були здійснені нідерландською мовою Максом Шугартом (1956-1957), шведською мовою Оке Ольмарксом (1959-1960). Обидва перекладачі вибрали вільний переклад, що є помітним ще з перекладу назви твору (нід. «In de Ban van de Ring»), (швед. “Härskarringen”).  Наступні переклади назви твору були буквальними, наприклад, польський переклад  «Władca Pierścieni» 1961 року. Але й досі існують недослівні переклади, а саме: фінський «Taru Sormusten Herrasta» (Легенди про Володаря перснів), норвезький «Krigen om ringen» (Війна за перстень), західнофризький «Master fan Alle Ringen» (Майстер усіх перснів), японський «指輪物語» (Легенда про перстень). Толкіну не сподобався нідерландський та шведський переклади власних назв твору, він неодноразово звертався до перекладачів з проханням удосконалити переклади. Проте Толкіну не вдалося їх переконати.

### Переклад на нідерландську мову
Дж. Р. Р. Толкін написав листа автору нідерландського перекладу «Володаря перснів» (нід. «In de Ban van de Ring») Максу Шугарту: 
«В принципі, я категорично заперечую переклад номенклатурних назв (навіть якщо він здійснений компетентною особою). Я не розумію, чому перекладачі думають, що мають право робити щось подібне. І те, що перед перекладачем постає «видуманий світ»,  не дає нікому права «перебудовувати» його відповідно до своєї фантазії, навіть якби він міг за кілька місяців створити нову цілісну структуру, на розробку якої мені знадобилися роки. Тому відразу кажу, що я не потерплю такої неповаги до своєї книги».  

— 3 липня 1956, листи до Рейнера Анвіна, №190, с. 249–51. 

### Переклади на шведську мову

#### Оке Ольмаркс (1959–1961)
Оке Ольмаркс — шведський філолог, письменник, перекладач, у його доробку переклади відомих творів Толкіна, Шекспіра та Данте. Крім того, Ольмаркс переклав Коран на шведську мову. Толкіну не сподобалася версія шведського перекладу «Володаря перснів», яку Ольмаркс назвав «Härskarringen» (Перстень влади). Проте протягом 40 років, праця Ольмаркса залишалася єдиним доступним перекладом шведською мовою. Незважаючи на критику з боку читачів та автора оригіналу, Ольмаркс вирішив не змінювати свій переклад аж до смерті 1984 року. 

#### Переклад Андерсона та Олсон (2005 рік)
Переклад Ольмаркса був витіснений новим перекладом Еріка Андерсона та Лотти Олсон 2005 року. Книга отримала нову шведську назву «Ringarnas herre» (Володар перснів). 
| Дж. Р. Р. Толкіна «Володар перснів»                    | Переклад Ольмаркса (1959-1961) «Härskarringen» (Перстень влади) | Переклад Андерсона та Олсон (2005) «Ringarnas herre» (Володар перснів) |
| ------------------------------------------------------ | --------------------------------------------------------------- | ---------------------------------------------------------------------- |
| «Братство персня» (англ. «The Fellowship of the Ring») | «Sagan om Ringen» (Історія про перстень)                        | «Ringens brödraskap» (Братство персня)                                 |
| «Дві вежі» (англ. «The Two Towers»)                    | «Sagan om de två tornen» (Історія про дві вежі)                 | «De två tornen» (Дві вежі)                                             |
| «Повернення короля» (англ. «The Return of the King»)   | «Sagan om konungens återkomst» (Історія повернення короля)      | «Konungens återkomst» (Повернення короля)                              |

### Переклад на німецьку мову

#### Маргарет Карру (1969–1970)
Перші переклади книги нідерландською та шведською мовами не виправдали очікувань автора оригіналу, що спонукало його до створення «Путівника по власних назвах у “Володарі перснів”». Ця книга дала змогу Толкіну вплинути на наступні переклади данською та німецькою мовами. Маргарет Карру з Франкфурта переклала оповідання Толкіна «Листок пана Дрібнички», щоб дати автору зразок своєї роботи та отримати право на переклад «Володаря перснів» німецькою мовою. Карру навіть відвідала Толкіна в Оксфорді, щоб отримати відповіді на свої питання щодо опублікованих робіт автора. Проте перекладачка пізніше поділилася негативними враженнями та розповіла, що Толкін виявився мовчазним і негостинним через застуду. Пізніше листування Толкіна й Карру стали більш привітними, адже авторові «Володаря перснів» подобалися переклади німецькою мовою. Щоправда, були деякі зауваження щодо перекладу віршів та пісень, які згодом переклала поетеса Ебба Маргарета фон Фрейман.
У деяких випадках Карру вдається до вільного перекладу, наприклад, з назвою «Шир» (англ. The Shire). Толкін підтримав нідерландську версію вигаданої країни «Gouw», але й не заперечував використання німецького слова «Gau». Однак за часів правління Гітлера слово гау позначало партійні округи Німеччини, тому перекладачка вирішила вибрати більш вдалу назву «Auenland» (лугові землі). Толкін зазначав, що слід також уникати німецьке слово «Elf», як еквівалент до англійського — «Ельф», адже це може помилково викликати небажані асоціації з комедією Шекспіра «Сон літньої ночі». Толкін вважав, що для німецького перекладу найкращим варіантом буде давнє слово «Alp» (або ще краще форма «Alb»), адже ця своєрідна назва допоможе читачам сформувати власні асоціації.
Проте Карру все-таки вибрала «Elb» замість запропонованого варіанту «Alb». Також вона використовує множину «Elben» замість правильного слова «Elbe». Такий переклад засудив німецький філолог Якоб Ґрімм у своєму словнику.
У багатьох випадках Карру використовувала буквальний переклад. Наприклад, країну ельфів Рівенделл (англ. Rivendell) було складно перекласти, адже Толкін рекомендував перекладати за змістом. Проте Карру вибрала дослівний переклад, а саме «Bruchtal». Ім’я гобіта Більбо Торбина (англ. Bilbo Baggins) було перекладено як Bilbo Beutlin («Beutel» з німецької мови означає «мішок», «торбина»).

#### Вольфганг Креге (2000)
2000 року видавництво Klett-Cotta опублікувало нову версію перекладу «Володаря перснів» Вольфганга Креге. Цей переклад отримав схвальні та негативні відгуки, критики запевняли, що переклад німецькою мовою є надто вільним, а перекладач опустив важливі деталі. Креге модернізував мову гобітів стильовими нормами кінця 90-х років, що «спотворило» високу мову жителів Ширу.

### Переклади з івриту
Перший переклад книги «Володар перснів» івритом (שר הטבעות) здійснила членкиня ханаанського руху Рут Лівніт. Вірші допомагав перекладати ізраїльський письменник Уріель Офек. Версія перекладу 1977 року була єдиною в своєму роді до редакції доктора Емануеля Лоттема, який переглянув її відповідно до другого англійського видання. Наприклад, згідно з версією Рут Лівніт «Ельфи» було перекладено як «בני לילית» (укр. «Діти Ліліт»), проте Лоттем змінив назву на «על» (укр. «Ельфи»). Зміна була внесена, оскільки у вавилонському єврейському фольклорі «Ліліт» вважається матір’ю всіх демонів, що спотворює задум Толкіна. Авторка першого перекладу на іврит не дотрималася правил транскрипції та виключила всі сім додатків і частину передмови. У новому виданні доктор Лоттем самостійно переклав додатки та транскрибував імена відповідно до вказівок автора. Крім того, перший варіант перекладу «Володаря перснів» не мав жодного зв’язку з иншими творами Толкіна («Гобіт, або Туди і звідти», «Сильмариліон»).

## «Путівник по власних назвах у “Володарі перснів”»
«Путівник по власних назвах у “Володарі Перснів”» (1966–1967) —  це рекомендації Дж.Р. Р. Толкіна щодо власних назв у книзі, які були створені для перекладачів, зокрема для германських філологів. Першими перекладачами, які дотрималися вказівок автора оригіналу були Іда Ніроп Людвігсен (данською мовою) і Маргарет Карру (німецькою мовою), що були опубліковані 1972 року. 
Толкін був незадоволений перекладами Шугарта та Ольмаркса, тому запропонував, щоб перекладачі консультувалися з ним на ранньому етапі, адже така співпраця допоможе заощадити багато часу та отримати відповіді на суперечливі питання. 
2 січня 1967 року, Толкін написав данському редактору Отто Б. Ліндхардту про те, що майже завершив путівник по власних назвах до книги, де можна знайти пояснення та поради для перекладу, зокрема данською та німецькою мовами. 1967 року коментар був надісланий у видавництво Allen & Unwin, яке здійснювало переклад «Володаря перснів». Після смерті Толкіна він був опублікований як «Путівник по іменах у “Володарі перснів”» у збірці «Компас Толкіна» Джареда Лобделла (1975) за редакцією Крістофера Толкіна. Пізніше коментар було зредаговано та повторно опубліковано під назвою «Номенклатура “Володаря перснів”». 

## Список перекладів
Порівняно небагато перекладів з’явилося за життя Толкіна. Після смерті письменника 2 вересня 1973 року, було опубліковано нідерландський, шведський, польський, італійський, данський, німецький і французький переклади.  Станом на 2019 рік бібліотека Елронда налічує 87 перекладів 57 мовами «Володаря перснів» Дж.Р.Р. Толкіна. 
| Мова                    | Назва                                                | Рік       | Перекладач | Видавництво                                                      |
| ----------------------- | ---------------------------------------------------- | --------- | --- | ---------------------------------------------------------------- |
| Албанська               | «Lordi i unazave» перевидана як "Kryezoti i unazave» | 2004-2006 | Artan Miraka, Ilir I. Baçi                                                                                      | Dudaj, Тирана                                                    |
| Азербайджанська         | «Üzüklərin Hökmdarı»                                 | 2020-2021 | Samir Bulut | Qanun Nəşriyyatı                                                 |
| Африкаанс               | «Die Heerser Van Die Ringe»                          | 2018-2020 | Janie Oosthuysen, Kobus Geldenhuys                                                                              | Protea Boekhuis, Преторія                                        |
| Арабська                | «سيد الخواتم»                                        | 2007      | Amr Khairy | Malamih, Каїр                                                    |
| Арабська                | «سيد الخواتم»                                        | 2009      | Farajallah Sayyid Muhammad                                                                                      | Nahdet Misr, Каїр                                                |
| Баскська                | «Eraztunen Jauna»                                    | 2002-2003 | Agustin Otsoa Eribeko                                                                                           | Txalaparta, Тафалья                                              |
| Бенгальська (Індія)     | «সর্বাধিপতি আংটি»                                          | 2012-2013 | Aniruddha | Cinnamon Teal Publishing                                         |
| Бенгальська (Бангладеш) | «দি লর্ড অফ দ্য রিংস»                                     | 2020      | Moheul Islam Mithu                                                                                              | Aishwarya Prakash                                                |
| Білоруська              | «Уладар пярсьцёнкаў»                                 | 2009-2009 | Дзьмітрый Магілеўцаў, Крысьціна Курчанкова                                                                      | Мінськ                                                           |
| Болгарська              | «Властелинът на пръстените»                          | 1990-1991 | Lyubomir Nikolov                                                                                                | Narodna Kultura, Софія                                           |
| Вірменська              | «Պահապաննէրը»                                        | 1989      | Emma Makarian                                                                                                   | Arevnik, Єреван                                                  |
| Грузинська              | «ბეჭდების მბრძანებელი»                               | 2009-2011 | Nika Samushia, Tsitso Khotsuashvili                                                                             | Gia Karchkhadze Publishing, Тбілісі                              |
| Галісійська             | «O Señor dos Aneis»                                  | 2001-2002 | Moisés R. Barcia                                                                                                | Xerais, Віго                                                     |
| Грецька                 | «Ο Άρχοντας των Δαχτυλιδιών»                         | 1978      | Eugenia Chatzithanasi-Kollia                                                                                    | Kedros, Афіни                                                    |
| Данська                 | «Ringenes Herre»                                     | 1968-1972 | Ida Nyrop Ludvigsen                                                                                             | Gyldendal, Копенгаген                                            |
| Есперанто               | «La Mastro de l' Ringoj»                             | 1995-1997 | William Auld | Sezonoj, Єкатеринбург, Калінінград                               |
| Естонська               | «Sõrmuste Isand»                                     | 1996-1998 | Ene Aru and Votele Viidemann                                                                                    | Tiritamm, Таллінн                                                |
| Іврит                   | «שר הטבעות»                                          | 1979-1980 | Ruth Livnit | Zmora-Bitan, Тель-Авів                                           |
| Іспанська               | «El Señor de los Anillos»                            | 1977-1980 | Luis Domènech (Francisco Porrúa), Matilde Horne                                                                 | Minotauro, Буенос-Айрес                                          |
| Ісландська              | «Hringadróttinssaga»                                 | 1993-1995 | Þorsteinn Thorarensen, Geir Kristjánsson                                                                        | Fjölvi, Рейк'явік                                                |
| Італійська              | «Il Signore degli Anelli»                            | 1967-1970 | Vittoria Alliata di Villafranca                                                                                 | Bompiani, Мілан                                                  |
| Італійська              | «Il Signore degli Anelli»                            | 2020-2021 | Ottavio Fatica                                                                                                  | Bompiani, Мілан                                                  |
| Індонезійська           | «The Lord of the Rings»                              | 2002-2003 | Gita K. Yuliani                                                                                                 | Gramedia, Джакарта                                               |
| Їдиш                    | «דער האַר פֿון די פֿינגערלעך»                           | 2016      | Barry Goldstein                                                                                                 | —                                                                |
| Китайська (традиційна)  | «魔戒»                                               | 2001-2002 | Lucifer Chu (朱學恆)                                                                                            | 聯經出版公司, Тайбей                                             |
| Китайська (спрощена)    | «魔戒»                                               | 2001      | Ding Di (丁棣), Yao Jing-rong (姚锦镕), Tang Ding-jiu (汤定九)                                                  | 译林出版社, Нанкін                                               |
| Корейська               | «반지 이야기»                                        | 1988-1992 | 강영운 (Kang Yeong-un)                                                                                          | Dongsuh Press, Сеул                                              |
| Корейська               | «반지전쟁»                                           | 1990      | 김번, 김보원, 이미애 (Kim Beon, Kim Bo-won, Yee Mi-ae)                                                          | Doseochulpan Yemun, Сеул                                         |
| Корейська               | «마술반지 »                                          | 1992-1994 | 이동진 (Lee Dong-jin)                                                                                           | Pauline (Baorottal), Сеул                                        |
| Корейська               | «반지의 제왕»                                        | 2001      | 한기찬 (Han Ki-chan)                                                                                            | 황금가지 (Hwanggeum Gaji), Сеул                                  |
| Литовська               | «Žiedų valdovas»                                     | 1994      | Andrius Tapinas, Jonas Strielkūnas                                                                              | Alma littera, Вільнюс                                            |
| Латиська                | «Gredzenu Pavēlnieks»                                | 2002-2004 | Ieva Kolmane | Jumava, Рига                                                     |
| Македонська             | «Господарот на прстените»                            | 2002      | Romeo Širilov, Ofelija Kaviloska                                                                                | AEA, Misla, Скоп'є                                               |
| Нідерландська           | «In de Ban van de Ring»                              | 1957      | Max Schuchart                                                                                                   | Het Spectrum, Утрехт                                             |
| Норвезька (Букмол)      | «Krigen om ringen»                                   | 1973-1975 | Nils Werenskiold                                                                                                | Tiden Norsk Forlag                                               |
| Норвезька (Нюношк)      | «Ringdrotten»                                        | 2006      | Eilev Groven Myhren                                                                                             | Tiden Norsk Forlag, Осло                                         |
| Німецька                | «Der Herr der Ringe»                                 | 1969-1970 | Margaret Carroux, Ebba-Margareta von Freymann                                                                   | Klett-Cotta, Штутгарт                                            |
| Німецька                | «Der Herr der Ringe»                                 | 2000      | Wolfgang Krege                                                                                                  | Klett-Cotta, Штутгарт                                            |
| Перська                 | «ارباب حلقه‌ها »                                      | 2002-2004 | Riza Alizadih                                                                                                   | Rawzanih, Тегеран                                                |
| Португальська           | «O Senhor dos Anéis»                                 | 1974-1979 | António Rocha, Alberto Monjardim                                                                                | Publicações Europa-América                                       |
| Португальська           | «O Senhor dos Anéis»                                 | 1994      | Lenita Maria Rimoli Esteves, Almiro Pisetta                                                                     | Martins Fontes                                                   |
| Португальська           | «O Senhor dos Anéis»                                 | 1981      | Fernanda Pinto Rodrigues                                                                                        | Publicações Europa-América                                       |
| Польська                | «Władca Pierścieni»                                  | 1996-1997 | Jerzy Łozinski, Marek Obarski                                                                                   | Zysk i S-ka, Познань                                             |
| Польська                | «Władca Pierścieni»                                  | 1961-1963 | Maria Skibniewska, Włodzimierz Lewik, Andrzej Nowicki                                                           | Czytelnik, Варшава                                               |
| Польська                | «Władca Pierścieni»                                  | 2001      | Maria and Cezary Frąc, Aleksandra Januszewska, Aleksandra Jagiełowicz, Tadeusz A. Olszański, Ryszard Derdziński | Amber, Варшава                                                   |
| Російська               | «Властелин колец»                                    | 2002      | V. Volkovskij, V. Vosedov, D. Afinogenova                                                                       | AST, Москва                                                      |
| Румунська               | «Stăpânul Inelelor»                                  | 1999-2001 | Irina Horea, Gabriela Nedelea, Ion Horea                                                                        | Editorial Group Rao                                              |
| Словенська              | «Gospodar prstanov»                                  | 2001      | Branko Gradišnik                                                                                                | Mladinska knjiga, Любляна                                        |
| Словенська              | «Gospodar prstanov»                                  | 1995      | Polona Mertelj, Primož Pečovnik, Zoran Obradovič                                                                | Gnosis-Quarto, Любляна                                           |
| Сербська                | «Господар Прстенова»                                 | 1981      | Zoran Stanojević                                                                                                | Nolit, Белград                                                   |
| Словацька               | «Pán prsteňov»                                       | 2001-2002 | Otakar Kořínek, Braňo Varsik                                                                                    | Vydavatelstvo Slovart, Братислава                                |
| Турецька                | «Yüzüklerin Efendisi»                                | 1996-1998 | Çiğdem Erkal İpek, Bülent Somay                                                                                 | Metis, Стамбул                                                   |
| Угорська                | «A Gyűrűk Ura»                                       | 1981      | Ádám Réz, Árpád Göncz, Dezső Tandori                                                                            | Gondolat Könyvkiadó (1981), Európa Könyvkiadó (з 1990), Будапешт |
| Узбецька                | «Uzuklar Hukmdori»                                   | 2019      | Shokir Zokirovich Dolimov                                                                                       | Ilm-ziyo-zakovat                                                 |
| Українська              | «Володар перснів»                                    | 2013      | Катерина Оніщук (проза); Назар Федорак (вірші)                                                                  | Астролябія, Львів                                                |
| Українська              | «Володар перснів»                                    | 2004-2005 | Олена Фешовець (проза); Назар Федорак (вірші)                                                                   | Астролябія, Львів                                                |
| Українська              | «Володар перснів»                                    | 2003      | Аліна Немірова                                                                                                  | Фоліо                                                            |
| Українська              | «Володар перснів»                                    | 2002      | Олександр Мокровольський                                                                                        | Школа                                                            |
| Фінська                 | «Taru sormusten herrasta»                            | 1973-1975 | Kersti Juva, Eila Pennanen, Panu Pekkanen                                                                       | —                                                                |
| Французька              | «Le Seigneur des anneaux»                            | 2014-2016 | Daniel Lauzon                                                                                                   | Christian Bourgois                                               |
| Французька              | «Le Seigneur des anneaux»                            | 1972-1973 | Francis Ledoux                                                                                                  | Christian Bourgois                                               |
| Хорватська              | «Gospodar Prstenova»                                 | 2018      | Marko Maras | Lumen                                                            |
| Хорватська              | «Gospodar prstenova»                                 | 1995      | Zlatko Crnković                                                                                                 | Algoritam                                                        |
| Чеська                  | «Pán Prstenů»                                        | 1990-1992 | Stanislava Pošustová                                                                                            | Mladá fronta, Прага                                              |
| Шведська                | «Ringarnas herre»                                    | 2004-2005 | Erik Andersson, Lotta Olsson                                                                                    | Norstedts förlag                                                 |
| Шведська                | «Härskarringen»                                      | 1959-1961 | Åke Ohlmarks | Almqvist & Wiksell, Стокгольм                                    |
| Японська                | «指輪物語»                                           | 1972-1975 | Teiji Seta (瀬田貞二), Akiko Tanaka (田中明子)                                                                  | 評論社, Токіо                                                    |